# Estêvão Afonso
Estêvão Afonso foi um escudeiro e navegador português do século XV, oriundo de Lagos. Contemporâneo do Infante D. Henrique, capitaneou várias expedições de exploração na costa ocidental africana.
Em 1444 chegou ao cabo Branco, numa caravela que fazia parte da expedição organizada por Lançarote de Lagos e armada pelos habitantes de Lagos. No ano seguinte, em agosto de 1445, Estêvão, pequeno e delgado mas arrojado nobre homem, chegou ao atual Senegal, numa expedição composta por 14 caravelas e mais uma fusta, também saída de Lagos. Além de Estevão e Lançarote, seguem com Álvaro de Freitas, Gomes Pires, Rodrigo Eanes Travassos (Rodrigo Eanes de Travaços), Gil Eanes e Álvaro Fernandes Palenço. Ainda seriam unidas a mais 12 caravelas, provenientes de Lisboa e da Madeira.
Em 1446, saindo de Lagos rumo à Guiné sendo um dos capitães das 9 caravelas, 3 nas quais estavam sob seu comando Lourenço Dias, Lourenço de Elvas e João Bernaldes. Por ordem de D. Henrique, a armada continuou a jornada em direção à Madeira. Ao unirem mais 2 navios à armada (um de Garcia Homem e outro comandado por Tristão da Ilha), partem rumo à ilha Gomeira, nas ilhas Canárias e Estêvão parte por viagem a mais de 60 léguas após Cabo Verde, onde avistaria um rio muito grande, o Rio Gâmbia (alguns relatos indicam para rio Grande). Neste local, seguindo as pistas de nativos, Estêvão e o irmão tomaram a iniciativa de explorar as redondezas por terra, mas não obtém sucesso em capturar escravos, fato que só conseguiriam quando pararam para beber água na ilha de Arguim, capturando 48 nativos. Dessa forma, uma evidência comprovando a viabilidade do comércio foi possível e a frota decidiu retornar a Portugal. Porém, Estêvão decide por explorar ilha de La Palma onde foi morto numa emboscada contra os indígenas.